# Lake Carabundup
Lake Carabundup är en sjö i Australien. Den ligger i delstaten Western Australia, omkring 310 kilometer sydost om delstatshuvudstaden Perth. Lake Carabundup ligger 211 meter över havet. Arean är 1,0 kvadratkilometer. Den sträcker sig 1,4 kilometer i nord-sydlig riktning, och 1,5 kilometer i öst-västlig riktning.
I omgivningarna runt Lake Carabundup växer huvudsakligen savannskog. Trakten runt Lake Carabundup är nära nog obefolkad, med mindre än två invånare per kvadratkilometer. Genomsnittlig årsnederbörd är 905 millimeter. Den regnigaste månaden är september, med i genomsnitt 156 mm nederbörd, och den torraste är februari, med 12 mm nederbörd.